# Dinamarca en los Juegos Olímpicos de Tokio 2020
Dinamarca estuvo representada en los Juegos Olímpicos de Tokio 2020 por un total de 102 deportistas que compitieron en 16 deportes. Responsable del equipo olímpico fue el Comité Olímpico Nacional de Dinamarca, así como las federaciones deportivas nacionales de cada deporte con participación.
Los portadores de la bandera en la ceremonia de apertura fueron el regatista Jonas Warrer y la atleta Sara Petersen.

## Medallistas
El equipo olímpico de Dinamarca obtuvo las siguientes medallas:
| Nombre                                                            | Deporte           | Competición               |
| ----------------------------------------------------------------- | ----------------- | ------------------------- |
| Oro                                                               |                   |                           |
| Viktor Axelsen                                                    | Bádminton         | Individual M              |
| Lasse Norman Hansen Michael Mørkøv                                | Ciclismo en pista | Madison M                 |
| Anne-Marie Rindom                                                 | Vela              | Laser Radial F            |
| Plata                                                             |                   |                           |
| Equipo                                                            | Balonmano         | Torneo M                  |
| Lasse Norman Hansen Niklas Larsen Frederik Madsen Rasmus Pedersen | Ciclismo en pista | Persecución por equipos M |
| Amalie Dideriksen Julie Leth                                      | Ciclismo en pista | Madison F                 |
| Jesper Hansen                                                     | Tiro              | Skeet M                   |
| Bronce                                                            |                   |                           |
| Emma Jørgensen                                                    | Piragüismo        | K1 200 m F                |
| Emma Jørgensen                                                    | Piragüismo        | K1 500 m F                |
| Pernille Blume                                                    | Natación          | 50 m libre F              |
| Frederic Vystavel Joachim Sutton                                  | Remo              | Dos sin timonel (M2-) M   |